# Tecoma capensis
Tecoma capensis é uma espécie de angiospérmicas da família Bignoniaceae com distribuição natural no sul de África. A espécie tem ampla utilização como planta ornamental encontrando-se naturalizada em diversas regiões temperadas e subtropicais, sendo frequentemente comercializada sob o sinónimo taxonómico Tecomaria capensis.
A autoridade científica da espécie é (Thunb.) Lindl., tendo sido publicada em Botanical Register; consisting of coloured...13: t. 1117. 1828.

## Descrição
T. capensis é um arbusto erecto e escandente, com 2–3 m de altura e forte tendência para alargar através do enraizamento de turiões laterais formando uma estrutura tendencialmente cespitosa. A espécie é normalmente perenifólia, mas pode perder as folhas em climas mais frios.
Em alguns habitats pode expandir-se rapidamente através da emissão de longos turiões de crescimento que se apoiam nos troncos e ramos de outras plantas, bem como pedregulhos, treliças, cercas e muros, o que pode levar a planta a ocupar rapidamente vastas áreas, recobrindo arbustos e árvores ou estruturas construídas.
As folhas, com inserção oposta, podem atingir 15 cm de comprimento, pinadas, com 5-9 folíolos oblongos, ligeiramente serrilhadas nas margens e coloração verde a verde-escuro.
As flores são tubulares e estreitas, com cerca de 7,5 cm de comprimento, e coloração alaranjada, agrupados em inflorescências terminais, paniculadas com 10–15 cm de comprimento. A floração ocorre em diferentes períodos ao longo do ano.
Existem variedades desenvolvidas para efeitos ornamentais cuja cor da flor varia de alaranjado a laranja-avermelhado e a amarelo.
A espécie tem distribuição natural na região do Sul da África, ocorrendo naturalmente na África do Sul, Essuatíni e sul de Moçambique.

## Portugal
Trata-se de uma espécie presente no território português, nomeadamente no Arquipélago da Madeira.
Em termos de naturalidade é introduzida na região atrás indicada.

## Protecção
Não se encontra protegida por legislação portuguesa ou da Comunidade Europeia.

## Galeria

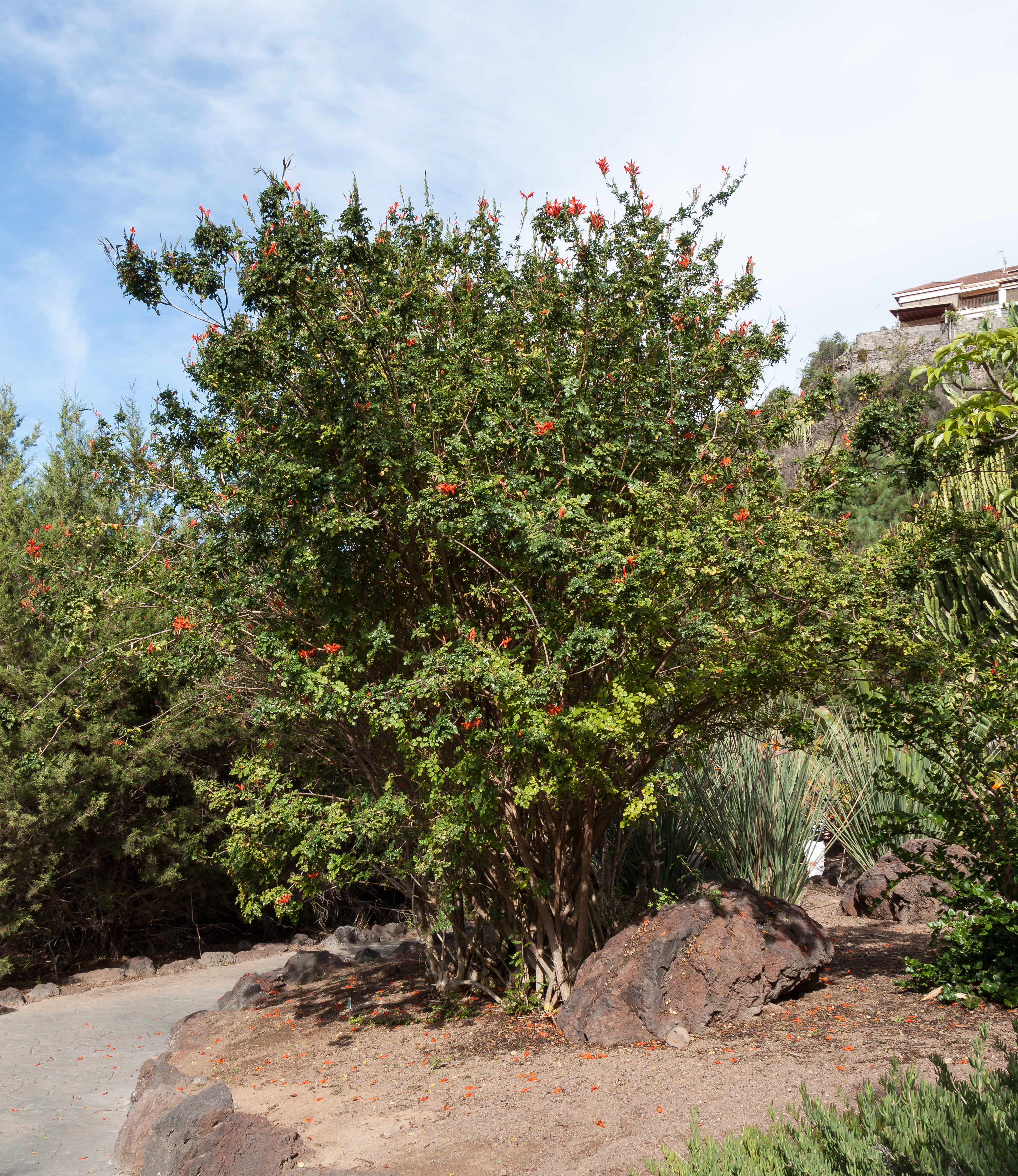
Habitus
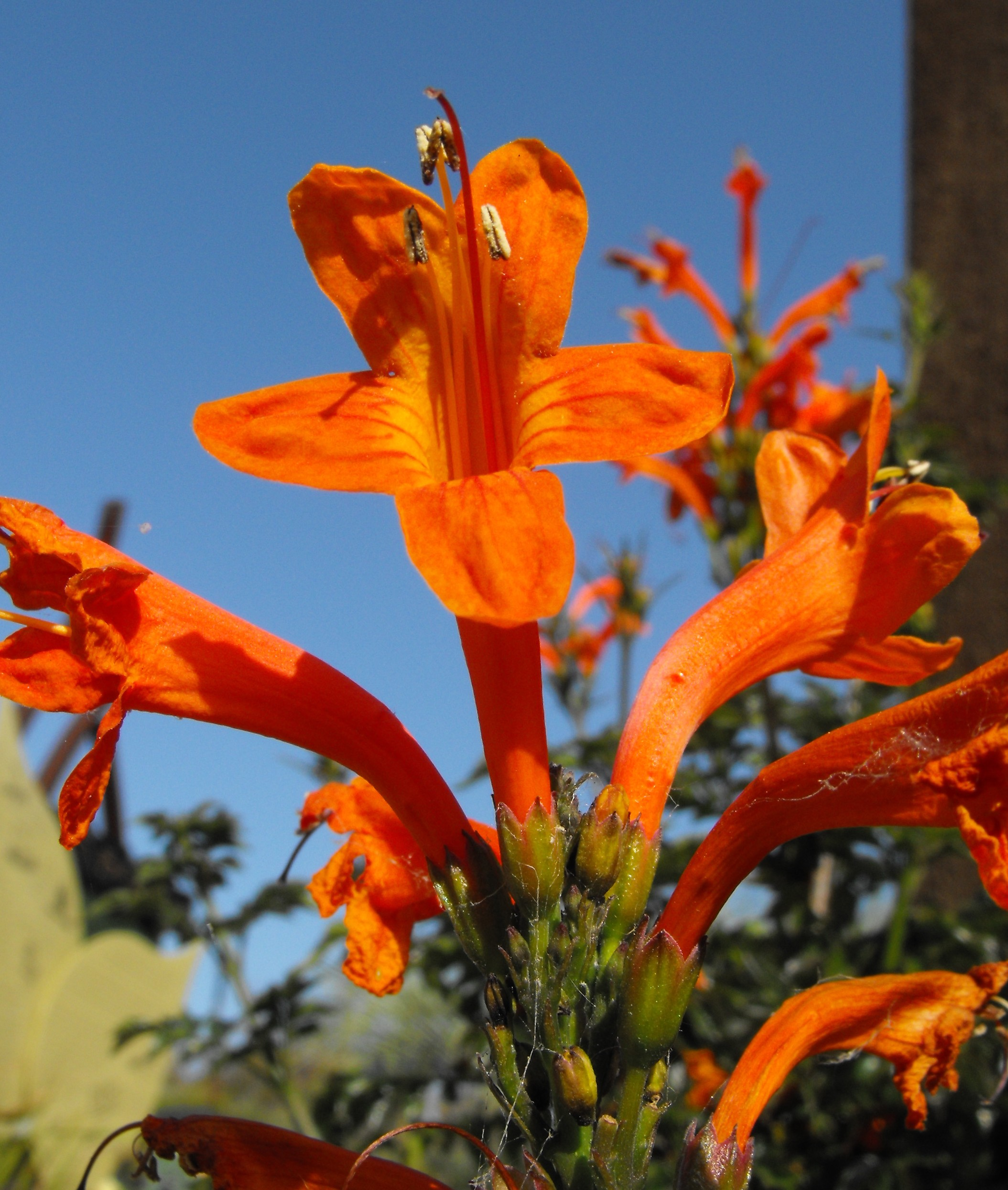
Flor.
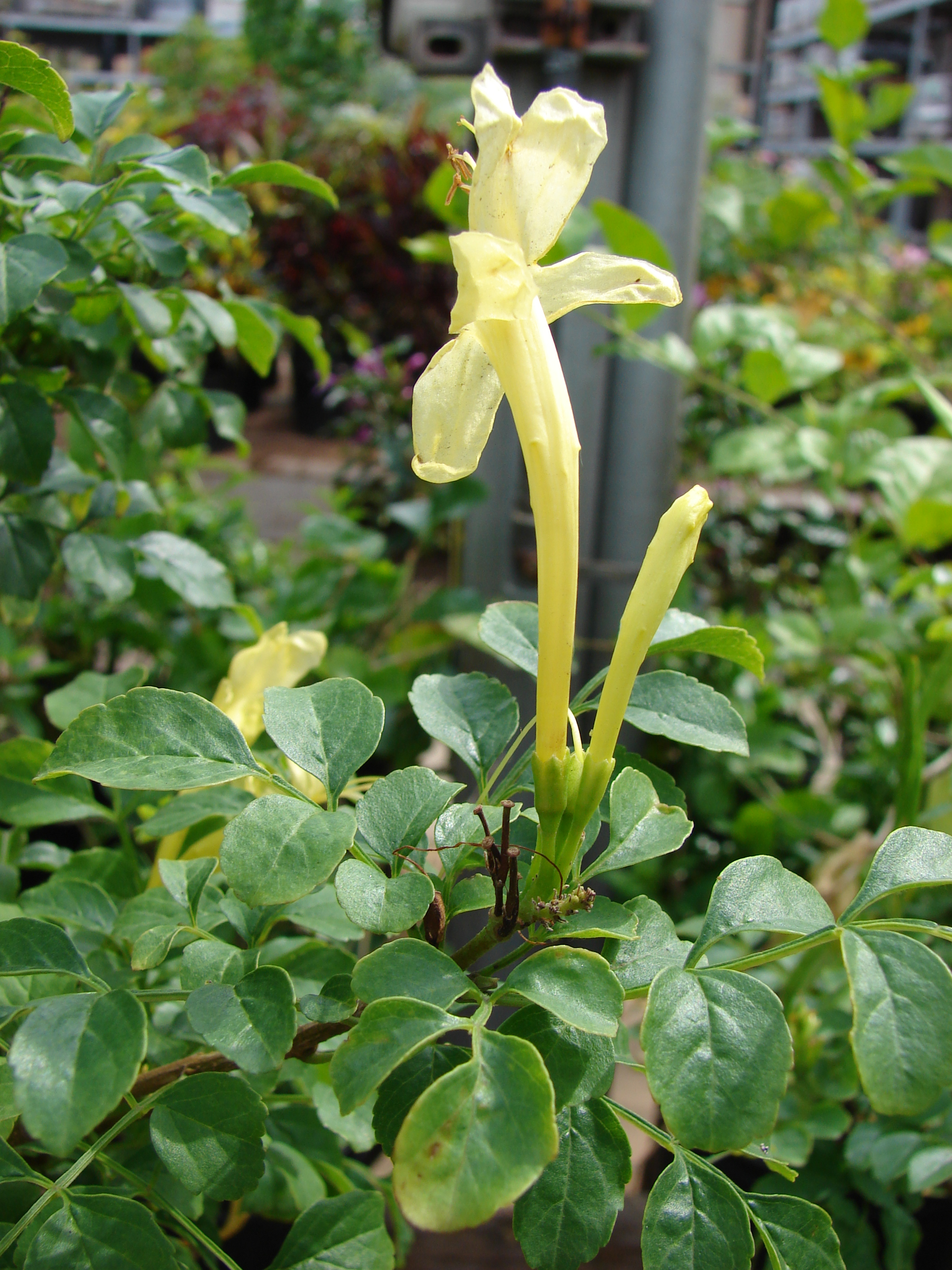
Variedade amarela.
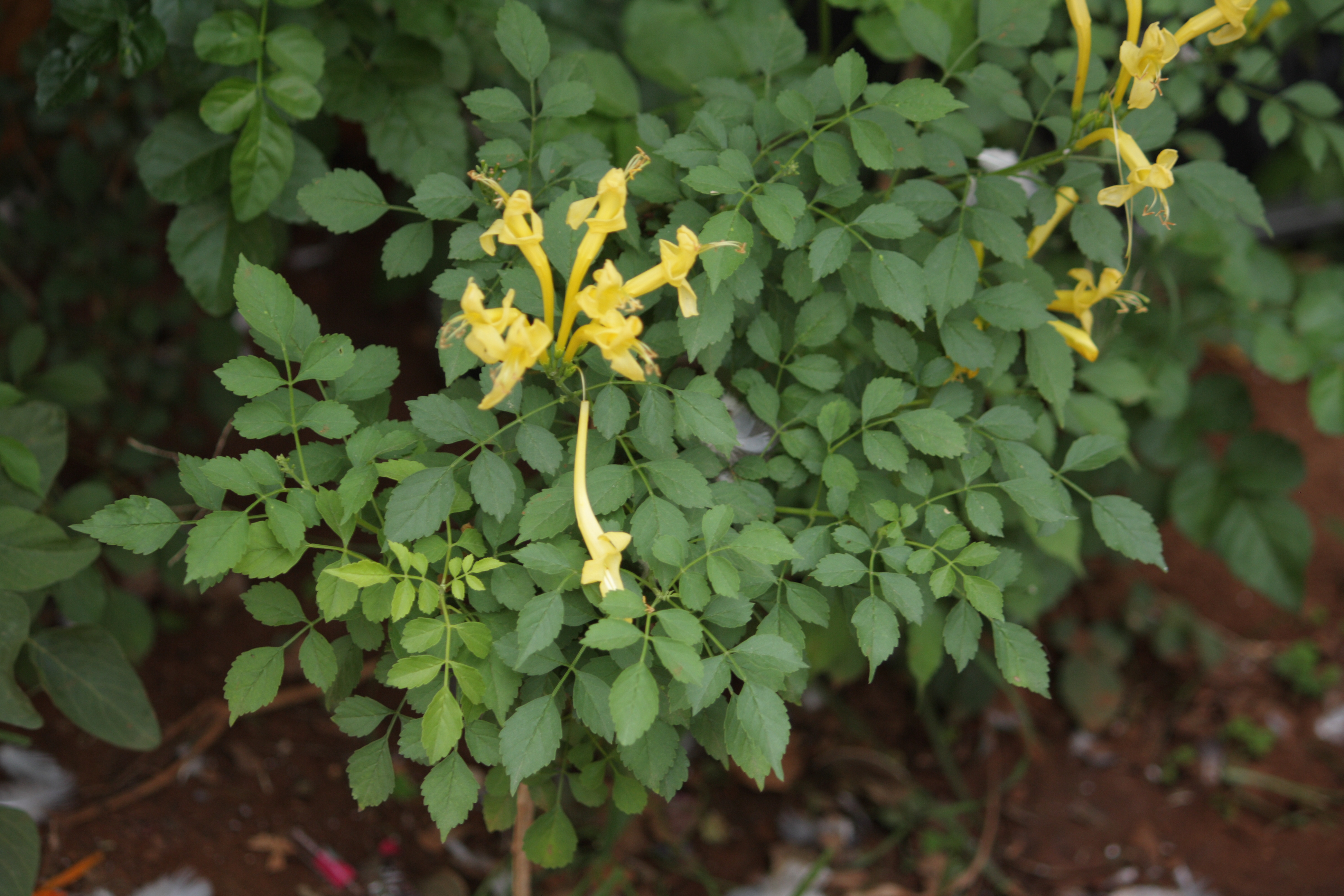
Tecoma capensis (variedade amarela)
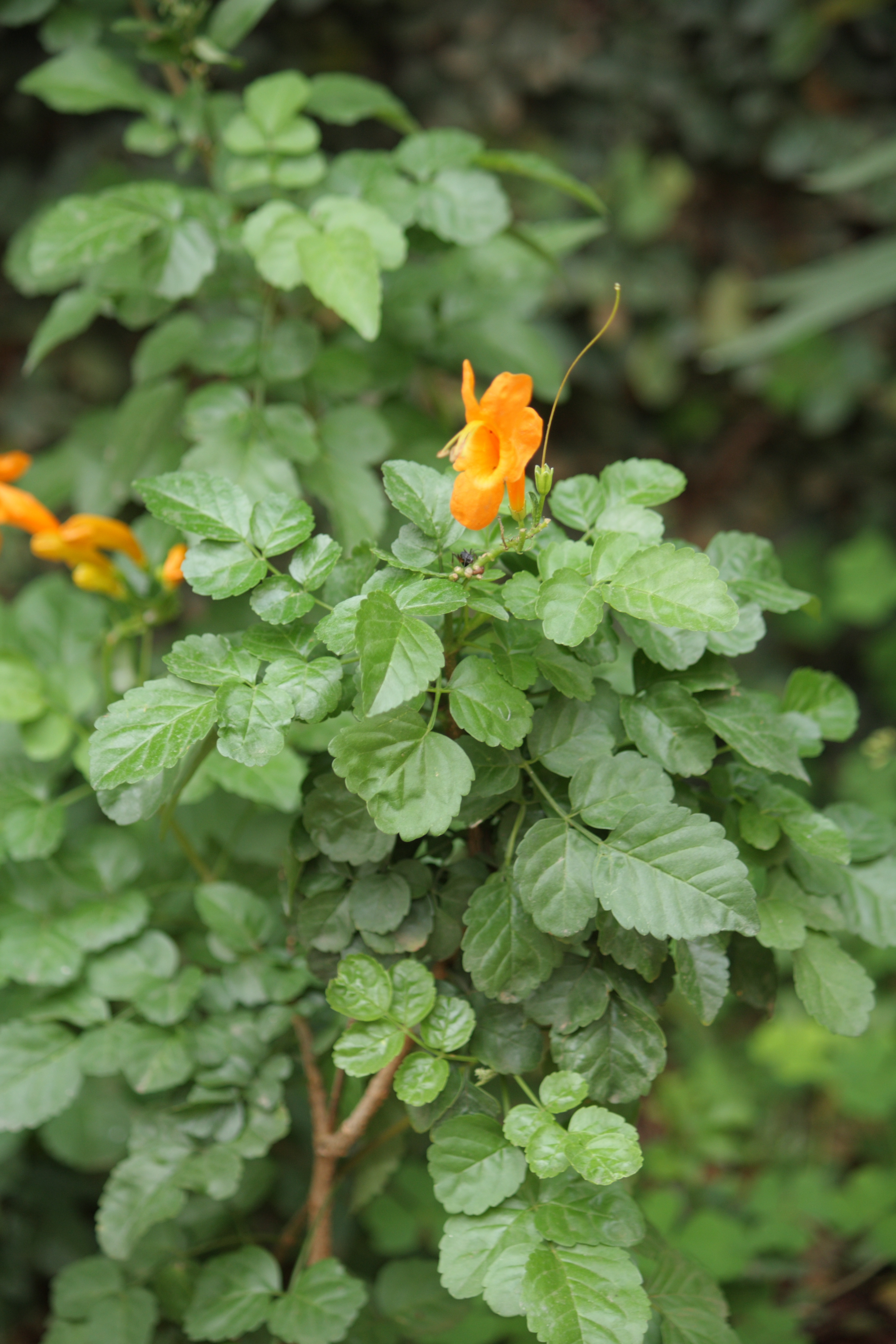
Tecoma capensis (inflorescência)